# 铃铛阁街道
铃铛阁街道（天津市民多将“阁”读作gǎo），是中华人民共和国天津市红桥区下辖的一个乡镇级行政单位。

## 行政区划
铃铛阁街道下辖以下地区：
乐安里社区、晓春里社区、庆丰里社区、南头窑社区、铃铛阁社区、永明寺社区、小道子社区、西关北里社区、明华里社区、新春花苑社区、睦华里社区和万华里社区。